# NGC 5842
NGC 5842 ist eine 14,3 mag helle kompakte Radiogalaxie vom Hubble-Typ C im Sternbild Bärenhüter. 
Sie wurde am 11. Mai 1882 von Édouard Stephan entdeckt.